# Mike Borowski
 (mars 2025).
Si vous disposez d'ouvrages ou d'articles de référence ou si vous connaissez des sites web de qualité traitant du thème abordé ici, merci de compléter l'article en donnant les références utiles à sa vérifiabilité et en les liant à la section « Notes et références ».
Pour les articles homonymes, voir Borowski.
Mike Borowski est un homme politique et journaliste français, né le 4 mai 1981 à Paris. 
Ancien membre de l'Union pour un mouvement populaire (UMP) en Seine-Saint-Denis, il est le fondateur du site web « La gauche m'a tuer » en 2011, qui est accusé de diffuser de fausses informations d'extrême droite. Il intervient ensuite sur le site web et magazine Géopolitique profonde de Franck Pengam. 

## Biographie

### Origines
Mike Borowski-Felice, originaire de Seine-Saint-Denis, naît en 1981 à Paris[réf. souhaitée].

### Carrière politique au RPR puis à l'UMP
Mike Borowski s'engage tôt en politique et intègre à 18 ans le Rassemblement pour la République, qui se fond en 2002 dans l'Union pour un mouvement populaire (UMP). En 2007, il cofonde avec Madi Seydi le Mouvement national des jeunes sarkozystes,  association indépendante des Jeunes Populaires, « pour montrer que, dans nos cités, il y a des sarkozystes », selon ses propos. Il devient assistant parlementaire du sénateur Christian Demuynck.
En 2010, il dénonce des « magouilles » après l'élection de Benjamin Lancar à la tête des Jeunes Populaires, contre qui il s'était présenté, mais en n’obtenant que 2 % des voix des conseillers nationaux,. Il devient délégué de l'UMP dans la première circonscription de la Seine-Saint-Denis mais porte une candidature dissidente aux élections législatives qui suivent, après avoir été écarté pour un candidat issu d'une alliance avec le Nouveau Centre. Il bénéficie de l'investiture du MoDem,. Il obtient près de 5 % des voix et la droite n'accède pas au second tour.
Il est exclu en conséquence de l'UMP. En 2013, il participe à la fondation du collectif Contre-attaque, aux côtés de Jean Robin et  Christian Vanneste, avec l'ambition d'occuper un espace entre l'UMP et le Front national.

### Site web « La gauche m'a tuer »
Au sein des Jeunes Populaires, Mike Borowski fonde le site Web « La gauche m'a tuer » en amont de l'élection présidentielle de 2012 (avec d'autres pages Facebook). Dès son lancement, le site se fait remarquer par ses buzz. La société qui est l’appui juridique du site est créée en 2014. Borowski gère ensuite seul le site, par lequel il diffuse de nombreuses infox, régulièrement dénoncées par les services de vérification des faits de la presse,,,. Entre 2015 et 2018, selon l'outil de mesure d'audience BuzzSumo, ses articles sont plus populaires sur les réseaux sociaux que ceux des médias Libération ou Europe 1. Financée par les abonnements, la publicité et la vente de goodies, la société du site engrange 41 000 euros de chiffre d'affaires en 2015.
La ligne du site évolue vers l'extrême droite, et devient l'un des plus suivis parmi les identitaires. Les articles, publiés avec des titres racoleurs, dénoncent les Roms — des « parasites » qui « rapinent » —, les migrants — des « envahisseurs » qui « occupent » la France —, l'islam, les taxes ou le « laxisme » judiciaire. De nombreux articles partagent des publications d'autres sites d'extrême droite, comme Dreuz.info ou celui de Radio Courtoisie. Mike Borowski revendique un média d'opinion, sur le modèle de Boulevard Voltaire, participant à la « réacosphère ».
La page Facebook de « La gauche m'a tuer » figure parmi celles de l'extrême droite française les plus visitées et draine, d'après Mike Borowski, la moitié du trafic vers le site Web. Cependant, dans le cadre de la lutte contre les infox, Facebook diminue la visibilité de la page en 2018, jusqu'à la fermer — par erreur — pendant un mois. La chaîne YouTube du site est clôturée en 2018, que Mike Borowski remplace par une nouvelle, lancée dans le cadre du mouvement des Gilets jaunes, intitulée « Droitards méchants ». Le site « La gauche m’a tuer » et la société qui le soutient ferment en 2019.
Durant les années qui suivent, Mike Borowski anime les sites complotistes « Planetes360 » et « Gérard Infos » ainsi qu'une chaîne YouTube, qui sont régulièrement épinglés par les médias de « vérification des faits » pour sa diffusion de fausses informations. Il prend part aux mobilisations antivax et anti-passe sanitaire,.

### Participation au médiaGéopolitique profonde
Mike Borowski rejoint ensuite le média fondé par Franck Pengam, Géopolitique profonde, qui s’appuie sur un site web, une chaîne YouTube et une chaîne Twitter (média en ligne dans lequel Borowski anime une tranche horaire mobile), ainsi qu’un magazine mensuel publié à partir de 2023. 
Le média Blast parle de Géopolitique profonde comme d'un « site conspirationniste » d'extrême droite, proche de la « bollosphère » et défendant les intérêts de la Russie de Vladimir Poutine.
En 2021, contacté par la journaliste française Natacha Rey (pseudonyme), Borowski participe à la diffusion de la rumeur « Jean-Michel Trogneux », selon laquelle l’épouse du président de la République Emmanuel Macron, Brigitte Macron, est née de sexe masculin avec le prénom Jean-Michel et a usurpé l’identité de sa sœur cadette de huit années, prénommée Brigitte. Cette rumeur, également relayée par Xavier Poussard, rédacteur en chef de la revue Faits et Documents, est reprise à partir du printemps 2024 par la blogueuse américaine Candace Owens. Borowski commente régulièrement l’avancement de cette chronique sur ce média Géopolitique profonde.